# Zaviyeh-ye Kord
Zaviyeh-ye Kord (persiska: زاويِۀ كُرد, زاويِه كُرد, زِيوَ, زاويه كرد, Zāvīeh-ye Kord) är en ort i Iran. Den ligger i provinsen Ardabil, i den nordvästra delen av landet, 400 km nordväst om huvudstaden Teheran. Zaviyeh-ye Kord ligger 1 643 meter ِver havet och antalet invهnare är 379.
Terrängen runt Zaviyeh-ye Kord är lite bergig. Den hِgsta punkten i närheten är 2 518 meter ِver havet, 6,3 km sydost om Zaviyeh-ye Kord. Runt Zaviyeh-ye Kord är det ganska glesbefolkat, med 38 invهnare per kvadratkilometer. Närmaste stِrre samhälle är Karandaq, 7,1 km sِder om Zaviyeh-ye Kord. Trakten runt Zaviyeh-ye Kord bestهr i huvudsak av gräsmarker.